# Abbaye du Val des Écoliers de Liège
Ne doit pas être confondu avec Abbaye du Val des Écoliers de Mons.
L'abbaye du Val des Écoliers de Notre-Dame de l'Isle à Liège est une ancienne abbaye de la Principauté de Liège, fondée au XIIIe siècle par les Écoliers du Christ et située dans le quartier liégeois d'Outremeuse, entre la Meuse et la dérivation. Sécularisée lors de la révolution liégeoise, elle est convertie en hôpital puis en caserne. Depuis 2000, le site est occupé par l'École supérieure des arts Saint-Luc de Liège.

## Historique
L'ordre du Val-des-Écoliers y installa un prieuré dès le XIIIe siècle et une abbaye dès le XVIe siècle, qui sera un des trois plus important de leurs prieurés.
Dès 1231, un prieuré affilié à l’ordre français du Val-des-écoliers est signalé dans les textes. Il est posé alors sur une petite île formée par la Meuse et l’un des nombreux bras de l’Ourthe qui confluaient à l'époque en ces lieux. Initialement situé hors les murs de la cité, en Outremeuse, le domaine est ensuite ceinturé par une extension des murailles entreprise à la fin du XIIIe siècle ; les courtines, bordées par les eaux, sont renforcées ultérieurement par des bastions dont le nom wallon de balwér, ou balloir, est resté inscrit dans la toponymie locale. 
Le site abrite encore aujourd'hui un rare témoin de l'architecture gothique (XIVe siècle) à Liège : l'ancienne salle capitulaire, aux six voûtes à nervures en tuffeau. Une église gothique précédée d'un parvis est édifiée à la même époque, mais elle est démolie en 1810.
Au XVIIe siècle, le petit prieuré devient le couvent des Écoliers dont Saumery rapporte en 1738 tous les atouts dans ses Délices du Païs de Liège : « La maison est bien bâtie et tous les appartements en sont riants ; leur situation ne contribue pas peu à leur donner cet agrément ».

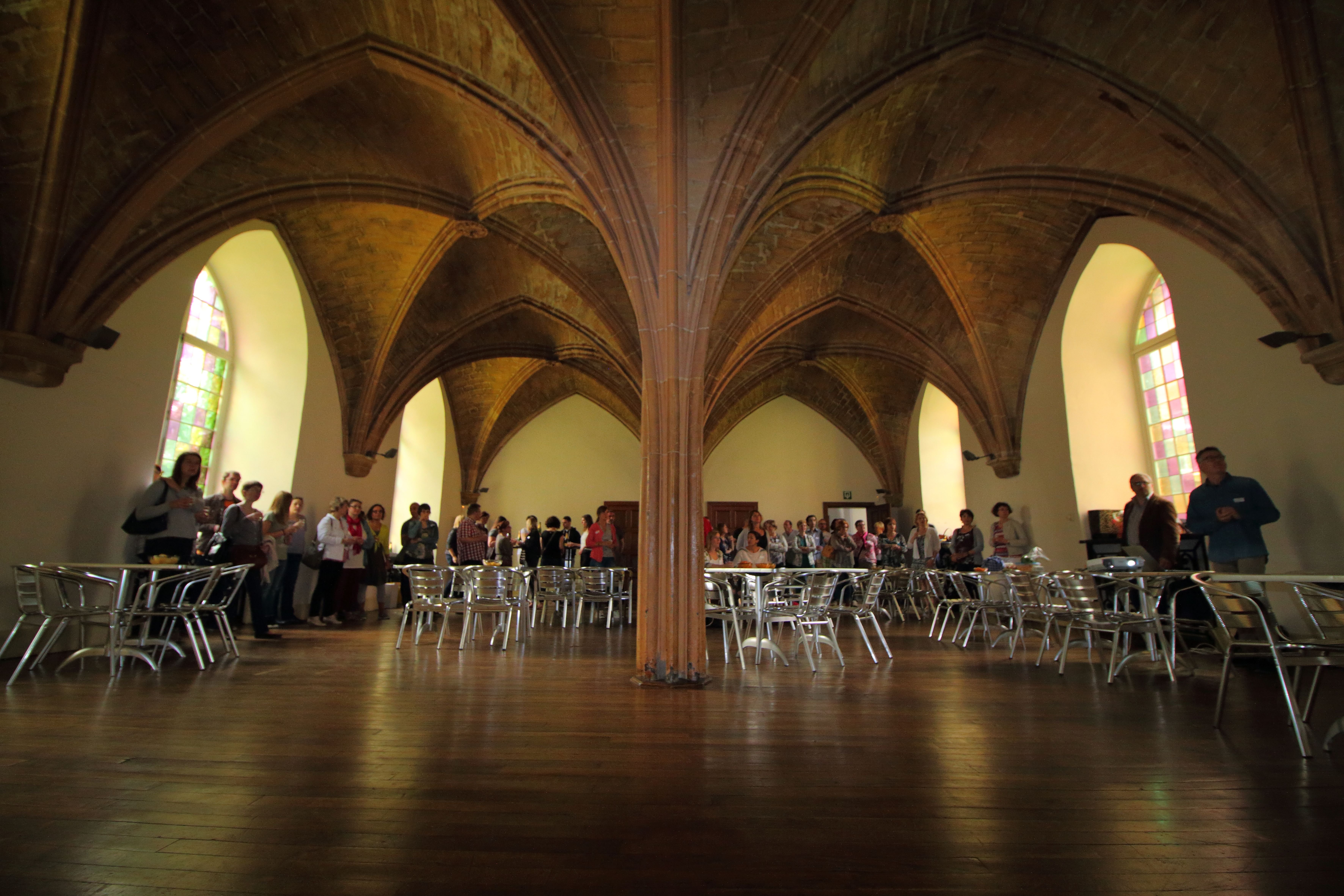
La salle capitulaire de l'abbaye

Le couvent des Écoliers se montre plutôt prospère et subit de nombreuses transformations (par exemple, l'escalier monumental qui mène aujourd'hui au secrétariat de l'école supérieure des arts Saint-Luc de Liège date du XVIIIe siècle) jusqu'à la réquisition entreprise lors de la révolution de 1789. Sécularisé, il est alors converti en hôpital de campagne et en caserne. Il devient alors l'hospice de l'Égalité et la caserne des Écoliers.
Tout au long du XIXe siècle, de nombreux travaux sont effectués pour agrandir l'espace et construire les bâtiments actuels aux poutres métalliques et colonnes en fonte, ainsi que l'entrée et ses deux guérites néo-médiévales. Le grand manège, destiné aux chevaux, est réalisé grâce à une étonnante prouesse technique : une charpente de bois couvre, sans support intermédiaire, une salle d'une largeur totale de 27 m et d'une superficie de 1 700 m2.
Le 2 août 1914, soupçonnant la présence des Allemands dans les parages, le capitaine Morisseaux envoie le cavalier Fonck, 21 ans, en éclaireur. Il sera la première victime belge à l'aube du conflit. Pour honorer son souvenir, la caserne des Écoliers devient la caserne Cavalier Fonck. Durant la Deuxième Guerre mondiale, le lieu porte toujours le même nom et sert d’hôpital militaire. En 1998, il est abandonné par l'armée.
En 2000, l'ancienne caserne Fonck est acquise conjointement par l'école supérieure des arts Saint-Luc de Liège et l’Institut supérieur d’Architecture Saint-Luc. Le manège est régulièrement utilisé pour des spectacles organisés par le Théâtre de la Place.
Depuis 2010, le site est en partie partagé avec l'université de Liège (faculté d'Architecture) et l'Helmo (Mode).
Les traces de l'occupation militaire se font de plus en plus discrètes, même si les nombreux anneaux à chevaux scellés dans les murs et les auges taillées dans la pierre sont autant de souvenirs du lointain passé du site.
Sous la direction d'Eugène Moreau, du groupe architectural AUSE, les vastes espaces initiaux sont respectés, mais reconditionnés pour remplir pleinement leurs fonctions pédagogiques.

## Classement
Le bâtiment conventuel, la salle capitulaire et le manège sont classés comme patrimoine immobilier de la Région wallonne le 7 mai 1997.

## Destination actuelle
Les bâtiments sont affectés à l'enseignement depuis l'an 2000 par la vente des bâtiments aux instituts supérieurs Saint-Luc et en 2010, par l'installation partielle de la faculté d'architecture de l'Université de Liège. La salle capitulaire est copropriété de l'école supérieure et de l'Université.

### Sources fondamentales
- Archives de l'État à Liège,

- - douze chartes dont la première datée du 5 avril 1377.
  - Registres des écoliers: 1 à 36, de 1234 à 1792
  - Cartulaire des écoliers (reg. 2)
  - Liste des pierres tombales (reg. 8, f° 544-548)
- Archives de l'évêché à Liège: liasse G. VI. 16
- Bibliothèque Sainte-Geneviève de Paris
  - Manuscrit 519 et 1855, concernant l'alliance avec la Congrégation de France
- Archives vaticanes
  - Dossier 144 de l’Archiviodelle Nuziatura di Colonia, relate les visites de l'abbé de Géronsart en 1635 et 1636

### Iconographie
Le manuscrit 1676 de l'Université de Liège reproduit deux dessins de bâtiment de l'abbaye.[réf. nécessaire]